# Клеодај
Клеодај је у грчкој митологији било име више личности, Хераклових потомака.

## Етимологија
Име Клеодеј значи „чувени ратник“.

## Митологија
- О Клеодеју су писали Аполодор, Херодот, Паусанија и Плутарх. Био је син Хила и Јоле и Аристомахов и Ланасин отац.[2] Када је Хил са Хераклидима стигао на Пелопонез, сачекала га је бројна војска Еуристејевог наследника и да би избегао крвопролиће, заказао је двобој. Против њега се борио Ехем, краљ Тегеје и убио га. Иако је Хил претходно обећао да у случају пораза Хераклиди неће нападати Пелопонез наредних педесет или сто година, Клеодај и Аристомах су прекршили то обећање и доживели пораз. Аристомах је имао сина Темена, који је можда заправо био Клеодајев син.[3] Касније, Клеодај је слављен као херој у Спарти.[4]
- Према Диодору, био је Хераклов син и неке робиње.[2] Према неким наводима, њено име је било Малида и била је Омфалина дворкиња. Такође, Клеодај се можда звао и Клеолај.[1]